# Лунценау
Лунценау (њем. Lunzenau) град је у њемачкој савезној држави Саксонија. Једно је од 61 општинског средишта округа Средња Саксонија. Према процјени из 2010. у граду је живјело 4.940 становника. Посједује регионалну шифру (AGS) 14522350.

## Географски и демографски подаци
Лунценау се налази у савезној држави Саксонија у округу Средња Саксонија. Град се налази на надморској висини од 225 метара. Површина општине износи 28,4 km². У самом граду је, према процјени из 2010. године, живјело 4.940 становника. Просјечна густина становништва износи 174 становника/km².